# Brainwork

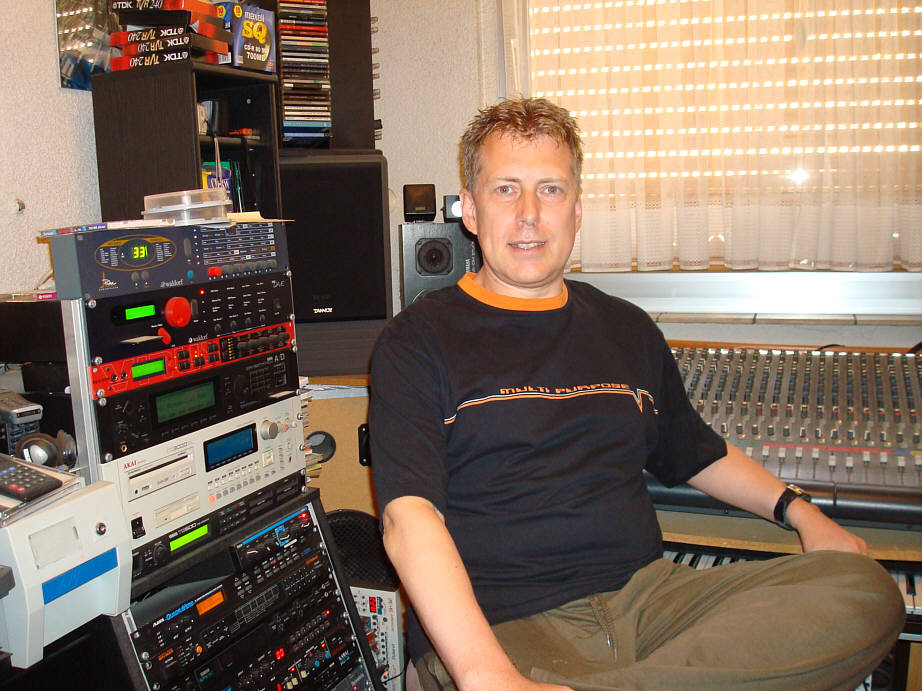
Uwe Saher

Brainwork sowie Element 4 sind Musikprojekte des Kölner Synthesisten Uwe Saher (* 1964).
Dessen Musikstil deckt ein relativ breites Spektrum aus dem Gebiet der Elektronischen Musik ab. Unter dem Projektnamen Brainwork veröffentlicht Saher vorwiegend an die klassische Elektronik angelehnte Instrumentalmusik, die teilweise mit Jean Michel Jarre, Tangerine Dream, Christopher Franke, Klaus Schulze oder auch Vangelis vergleichbar ist; je nach Album variiert jedoch der stilistische Schwerpunkt. Die Musik der Element 4-Veröffentlichungen ist, wenngleich sie für Brainwork-Hörer einen gewissen Wiedererkennungswert hat, mehr Techno- und Trance-orientiert.
Den Höhepunkt seiner Popularität erreichte Brainwork in den 1990er Jahren. So belegte das Projekt mit seiner Debüt-CD Sunrise bei der Schwingungen-Wahl des WDR den Platz 4 als bester Newcomer; weiterhin wurde der Song Rhythm Base aus dem gleichnamigen Album zum Stück des Jahres 1994 gewählt. In den 1990er-Jahren ist Uwe Saher außerdem mehrmals live aufgetreten, so z. B. beim „Alpha Centauri Festival“ in Huizen sowie bei drei „Multimedia-Festivals“ in Köln.
Sämtliche Brainwork- und Element 4-CDs sind auf dem Elektronik-Label CUE-Records produziert.

## Diskografie Brainwork
- Sunrise (1991)
- Brainotronic (1992)
- Back to the Roots (1993)
- Rhythm Base (1994)
- Brainwork V – Melody & Ambience (1995)
- Live & Unreleased (1996)
- Sensual Reflections (1997)
- Back to Future (2003)
- Soundclouds (2006)
- Ten (2008)
- Dreamland (2009)
- Earcatcher (2010)
- City Lights (2011)
- The Other Works (2013)
- Cosmic Places (2014)
- Above the Keys (2016)
- Back to Future II (2017)
- Colours of the Soul (2018)
- Back to the Roots II (2019)
- 2020 The Synthfonie (2019)
- Late in Berlin (2021)

## Diskografie Element 4
- Elements of Trance (1995)
- The Early Tracks (1996)
- Continuation (1998)
- Live Summer '99  (1999)
- Inspired (2005)
- Neotunes (2006)
- t.n.t. (2007)
- Monotony in Motion (2010)
- Bubbles (2016)